# Allochthonius ishikawai kyushuensis
Allochthonius ishikawai kyushuensis es una subespecie de arácnido  del orden Pseudoscorpionida de la familia Chthoniidae.

## Distribución geográfica
Se encuentra en Japón.